# Bogucice (Bochnia)
Pour les articles homonymes, voir Bogucice.
Bogucice (prononciation : [bɔɡuˈt͡ɕit͡sɛ]) est une localité polonaise de la gmina et du powiat de Bochnia en voïvodie de Petite-Pologne.